# Каатинга смугастовола
Каати́нга смугастовола (Herpsilochmus pectoralis) — вид горобцеподібних птахів родини сорокушових (Thamnophilidae). Ендемік Бразилії.

## Опис
Довжина птаха становить 11,5 см. У самця чорне тім'я, біла надбрівна смуга, за очима чорна пляма. Тім'я і спина сірі, на спині чорно-білі смужки. Крила чорні, покривні пера мають білі кінчики, що утворюють на крилах дві білі смуги. На плечах білі плями, края махових пер білі. Хвіст чорний, кінець хвоста білий. Нижня частина тіла біла, на грудях чорна пляма. У самиці верхня частина тіла оливкова, тім'я рудувате. Нижня частина тіла жовтувато-коричнева.

## Поширення й екологія
Смугастоволі каатинги поширені на північному сході Бразилії, від північного сходу Мараньяну до Ріу-Гранді-ду-Норті, від Сержипі до північного сходу Баїї. Вони живуть в кронах і середньому ярусі каатинги, в рестінзі на висоті до 850 м над рівнем моря.

## Збереження
МСОП вважає цей вид вразливим. Йому загрожує знищення природного середовища. Популяція смугастоволих каатинг нараховує від 3500 до 15000 птахів.